# Phineas Flynn
Phineas Flynn is een van de twee hoofdpersonen van de Amerikaanse animatieserie Phineas & Ferb. Zijn stemacteur in het Engels is Vincent Martella, en in het Nederlands Victor Peters.

## Personage
Phineas is een jongen die samen met zijn stiefbroer (en beste vriend) Ferb allemaal grote dingen maakt. Hij komt uit een Amerikaans gezin met een stiefbroer, een stiefvader en een moeder. Hij heeft een 15-jarige (later in de serie 16 jaar) zus genaamd Candace en een huisdier genaamd Perry het vogelbekdier. Hij wil samen met Ferb de zomer nóg leuker maken, omdat hij zich vaak verveelt, zoals te merken in de aflevering Achtbaan. Hij doet dit vrijwel dagelijks.
Phineas draagt vrijwel altijd een blauwe korte broek en een oranje-wit gestreept T-shirt. Zijn hoofd heeft een driehoekige vorm en doet daardoor denken aan de letter P. Phineas is het enige personage dat er zo uitziet; de andere menselijke personages hebben wel een normaal uiterlijk.
Phineas is een wonderkind. Hij is slim, creatief, altijd opgewekt, aardig, onbaatzuchtig en zelfverzekerd, maar vaak ook naïef. Hij denkt altijd in het groot en weigert om een dag voorbij te laten gaan zonder iets uitzonderlijks te doen. Hij voert meestal het woord namens hem en Ferb daar Ferb vrijwel nooit praat. Het feit dat Phineas altijd erg zeker is van zijn zaak, maakt dat andere mensen maar zelden vraagtekens zetten bij wat hij en Ferb aan het doen zijn. Volwassenen vragen Phineas wel geregeld of hij niet wat jong is voor wat hij doet, maar laten hem verder gewoon zijn gang gaan.
Phineas is zich totaal onbewust van het feit dat Isabella een oogje op hem heeft, tot haar grote frustratie. Desondanks doet hij wel alles om haar en zijn andere vrienden te helpen, ook al komt hij er mogelijk zelf mee in de problemen. Zo probeerde hij eenmaal zelfs Candace te helpen om videobeelden van hun uitvindingen te bemachtigen, ondanks dat Candace deze wilde gebruiken om Phineas en Ferb te verklikken bij hun moeder.
In de aflevering "Quantum Ratjetoe", waarin Phineas & Ferb 20 jaar vooruit reizen in de tijd, blijkt dat Phineas op 30-jarige leeftijd in Zwitserland is voor een prijsuitreiking (waarschijnlijk niet nobelprijs, want die wordt in Zweden uitgereikt).

## Creatie
Phineas werd bedacht door Dan Povenmire en Jeff "Swampy" Marsh toen ze beide nog werkten aan The Simpsons. Tijdens een etentje met zijn familie tekende Povenmire voor het eerst een schets van een jongen met een driehoekig hoofd. Deze schets vormde de basis voor Phineas' uiterlijk. Povenmire en Marsh lieten zich voor Phineas en Ferb's uiterlijk inspireren door personages uit de cartoons van Tex Avery. Beide hebben duidelijk herkenbare geometrische figuren als lichamen.
Povenmire en Marsh stonden erop dat Phineas net als Ferb een personage zou zijn zonder slechte eigenschappen. Hij en Ferb maken hun uitvindingen altijd puur voor de lol of met het doel er iemand mee te helpen, nooit omdat ze bijvoorbeeld opzettelijk hun zus dwars willen zitten of moedwillig iets willen doen waarvan ze weten dat hun ouders het niet goed zouden vinden.

## Leeftijd
Phineas' leeftijd is net als bij Ferb niet bekend. In de pilotaflevering werd nog vermeld dat hij 9 jaar oud zou zijn, maar toen deze aflevering aan een testpubliek werd getoond bleek dat ook oudere kijkers de show waardeerden. Daarom besloten de producers om Phineas' en Ferb's leeftijd voortaan in het ongewisse te laten zodat de serie een zo breed mogelijke doelgroep kon aanspreken. In de rest van de serie wordt er nooit meer over gesproken en de producers willen er enkel over kwijt dat Phineas jonger is dan 15 (de leeftijd van Candace). Zelfs in de aflevering Phineas’ Birthday Clip-o-Rama!, waarin Phineas zijn verjaardag viert, wordt zijn leeftijd geen enkele keer genoemd.
Maar in de aflevering "Quantem Ratjetoe" gaan Phines en Ferb, 20 jaar verder in de tijd. Later in de aflevering zegt hun moeder dat Phineas en Ferb 30 jaar oud zijn.

## Vaste uitspraken
Als hij een plan heeft zegt hij: Ferb, ik weet wat we gaan doen vandaag.
Als hij ziet dat Perry weg is zegt hij: Hé, waar is Perry, en op het einde van de aflevering zegt hij: Oh, daar ben je Perry. Hij weet er helemaal niets van dat Perry altijd met Dr. Doofenshmirtz vecht.
Als iemand hem vraagt of hij niet wat jong is voor wat hij momenteel doet, antwoordt hij altijd zelfverzekerd "ja, ja dat klopt".